# IC 1131
IC 1131 је елиптична галаксија у сазвјежђу Змија која се налази на листи објеката дубоког неба у Индекс каталогу.
Деклинација објекта је + 12° 4' 52" а ректасцензија 15h 38m 51,6s. Привидна величина (магнитуда) објекта IC 1131 износи 13,8 а фотографска магнитуда 14,8. IC 1131 је још познат и под ознакама MCG 2-40-8, CGCG 78-36, NPM1G +12.0438, PGC 55683.